# Rescue Broström
Rescue Broström är en tidigare svensk livräddningskryssare, som varit stationerad på Sjöräddningssällskapets Räddningsstation Käringön. Vid sidan av Rescue Astra var hon det enda isklassade räddningsfartyget inom Sjöräddningssällskapet. 
Rescue Broström byggd 1967 av Åsiverken och tjänstgjorde på Räddningsstation Käringön. Fartyget togs fram med stöd av Nordiska rådet för att få fram en högklassig sjöräddningskryssare för Skagerack och ut mot Nordsjön. Hon var vid försäljningen våren 2018 till Rederi Ishavet i Göteborg med god marginal det äldsta svenska räddningsfartyget i drift.